# 朱瞻埏
衛恭王朱瞻埏（1417年1月9日—1439年1月3日），是明仁宗朱高熾庶十子，母恭肃貴妃郭氏。永乐二十二年（1424年）封。自幼病弱，因此一直没有前往藩地。正統三年（1439年）去世，諡為衛恭王，没有子女。王妃杨氏殉葬，赐谥号贞烈。封国被撤除。
卫恭王妃杨氏，东城兵马指挥杨顺之女，正统二年七月册封卫恭王妃，正统三年十一月薨。